# Оливал (Орен)
Оливал (порт. Olival) — район (фрегезия) в Португалии, входит в округ Сантарен. Является составной частью муниципалитета Оурен. По старому административному делению входил в провинцию Бейра-Литорал. Входит в экономико-статистический субрегион Медиу-Тежу, который входит в Алентежу. Население составляет 2159 человек на 2001 год. Занимает площадь 21,11 км².
Покровителем района считается Дева Мария (порт. Nossa Senhora do Sagrado Coração de Jesus).